# Úhřetice
Úhřetice är en ort i Tjeckien.   Den ligger i regionen Pardubice, i den centrala delen av landet, 100 km öster om huvudstaden Prag. Úhřetice ligger 237 meter över havet och antalet invånare är 462.
Terrängen runt Úhřetice är platt.Runt Úhřetice är det ganska tätbefolkat, med 104 invånare per kvadratkilometer. Närmaste större samhälle är Pardubice, 9,4 km nordväst om Úhřetice. Trakten runt Úhřetice består till största delen av jordbruksmark.